# Escola de Aviação Aerocondor
A Escola de Aviação Aerocondor tem como principal orientação desde a sua fundação em 1980, a formação por excelência de pilotos profissionais no âmbito da aviação comercial.
Os cursos ministrados na EAA, no âmbito profissional, com a designação de Curso Integrado de Piloto de Linha Aérea de Avião (CIPLAA) e Curso de Piloto Comercial de Helicóptero com Qualificação de Voo por Instrumentos (CPCH.VPI), são compostos por dois momentos de formação, designadamente teórica e prática ou de voo. Na parte teórica do CIPLAA são leccionadas 14 cadeiras e para o CPCH.VPI são leccionadas 16 às quais são posteriormente submetidos a avaliação junto do Instituto Nacional de Aviação Civil (INAC), de acordo com os requisitos JAR-FCL.
Na parte prática do curso CIPLAA os voos dividem-se entre vários tipos de avião, monomotor ou bimotor, o que perfaz um total de 180 horas de voo, complementadas por 35 horas realizadas em simulador de voo, certificado para o efeito. Na parte prática do curso CPCH.VPI os voos realizados em helicóptero perfazem um total de 185 horas. A duração estimada de um curso integrado, em regime diurno, situa-se entre os 14 e 18 meses, sendo que em regime noturno situa-se entre os 18 e 22 meses. Para obtenção deste tipo de licença, é necessário cumprir com requisitos mínimos literários e médicos.
A EAA está desde 2000 certificada pelo INOFOR, como entidade formadora de pilotos profissionais, fato este que em muito contribui para a garantia de um ensino de qualidade.